# Église de la Transfiguration-du-Sauveur d'Athènes
Ne doit pas être confondue avec l'église de la Transfiguration-du-Sauveur d'Athènes (Kottákis), également à Athènes.
Pour les articles homonymes, voir Église de la Transfiguration.
L’église de la Transfiguration-du-Sauveur (en grec moderne : Ναός Μεταμορφώσεως του Σωτήρος / Naós Metamorfóseos tou Sotíros), ou simplement Sotirákis (Σωτηράκης), est un édifice religieux byzantin situé sur les pentes septentrionales de l'acropole, dans le quartier athénien de Pláka. Imprécisément daté de la fin du XIe ou du début du XIIe siècle, le monument est dédié à la Transfiguration du Christ.

## Histoire
L'église fut vraisemblablement érigée à la fin du XIe ou au du début du XIIe siècle,. Elle est alors située à proximité immédiate du Rizókastro, l'enceinte médiévale ceinturant l'acropole d'Athènes. Des travaux de rénovation et d'agrandissement furent vraisemblablement conduits durant la période post-byzantine. Des extensions furent créées sur les côtés est et ouest, les toitures furent modifiées et la porte de la façade nord fut murée avec un arc pointu en brique.
Selon la tradition populaire, Odysséas Androútsos, héros de la guerre d'indépendance grecque, fut secrètement enterré dans la cour de l'église après son exécution le 4 juin 1825,.
L'édifice fit l'objet d'une campagne de restauration dans les années 1960, au cours de laquelle des tombes furent mises au jour au sud. Le lieu constitue aujourd'hui une chapelle de l'église de la Panagía Chrysokastriotíssa, située à moins de 100 mètres au nord-est.

## Architecture
La maçonnerie est particulièrement disparate. Si l'édifice originel présente un appareil cloisonné qui alterne la pierre poreuse et la brique, les parties de construction ultérieure sont caractérisées par l'aspect hétéroclite des matériaux et l'usage important de mortier,. Les ajouts postérieurs révèlent également des remplois de pierres d'édifices détruits et des fragments de sculptures. La façade septentrionale laisse apparaître quelques symboles pseudo-coufiques et les vestiges d'une frise dentelée en céramique. Le dôme octogonal est caractéristique du « type athénien (el) », percé de huit fenêtres séparées par de fines colonnes et des voussures en marbre,. Le plan général de l'église est celui de la croix inscrite, dépourvu de narthex mais doté d'une chapelle en partie monolithe dédiée à sainte Parascève dans la partie sud.
À l'intérieur, l'espace est marqué par la faible décoration sculpturale. La coupole est supportée par quatre colonnes dont les chapiteaux sont des remplois datant probablement de l'époque romaine. La décoration intérieure conserve quelques traces de fresques du XIVe siècle, notamment dans la coupole et au-dessus de la porte de la façade nord aujourd'hui murée, ancienne entrée principale de l'édifice originel.

## Galerie

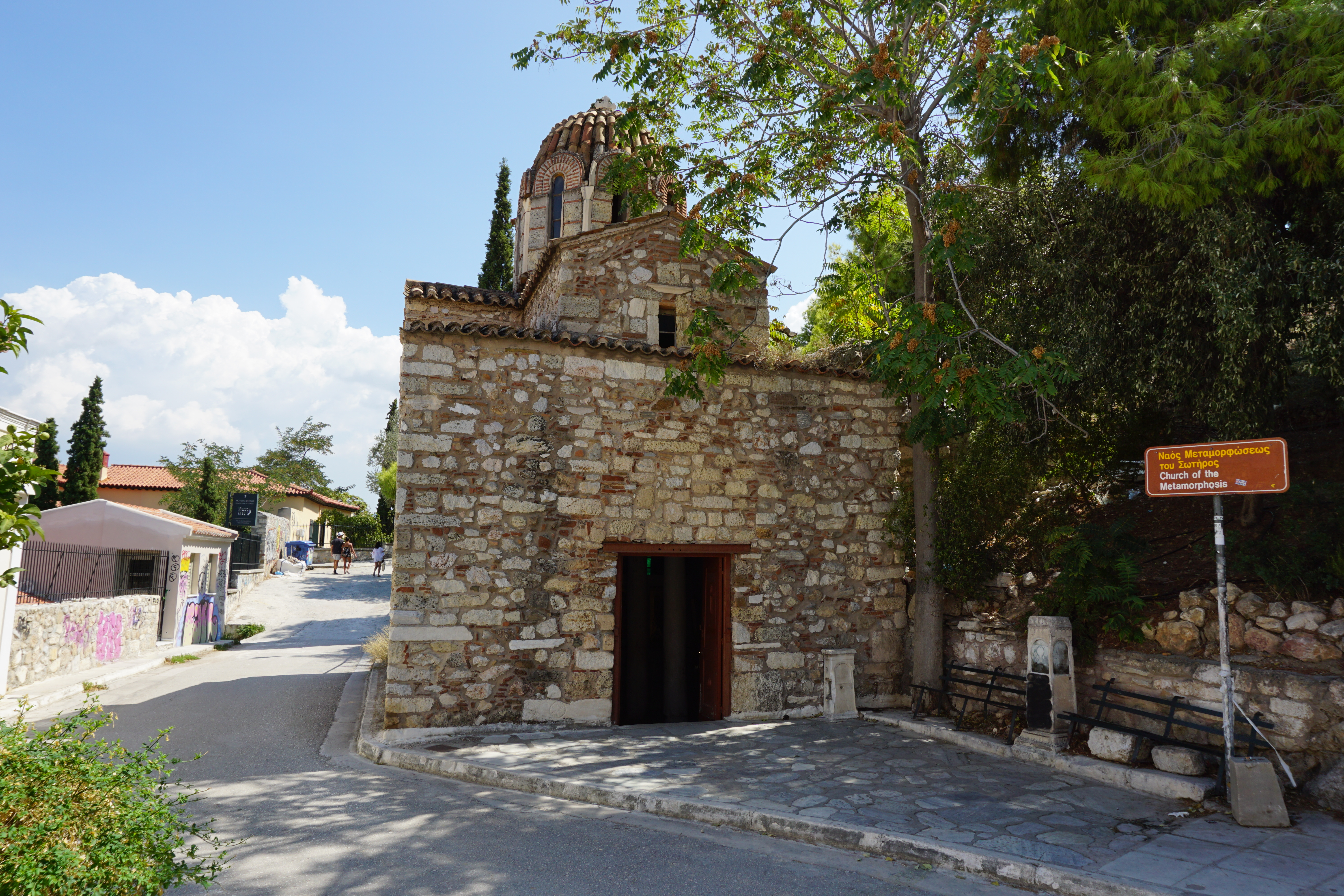
Vue depuis la rue Theorías à l'ouest.
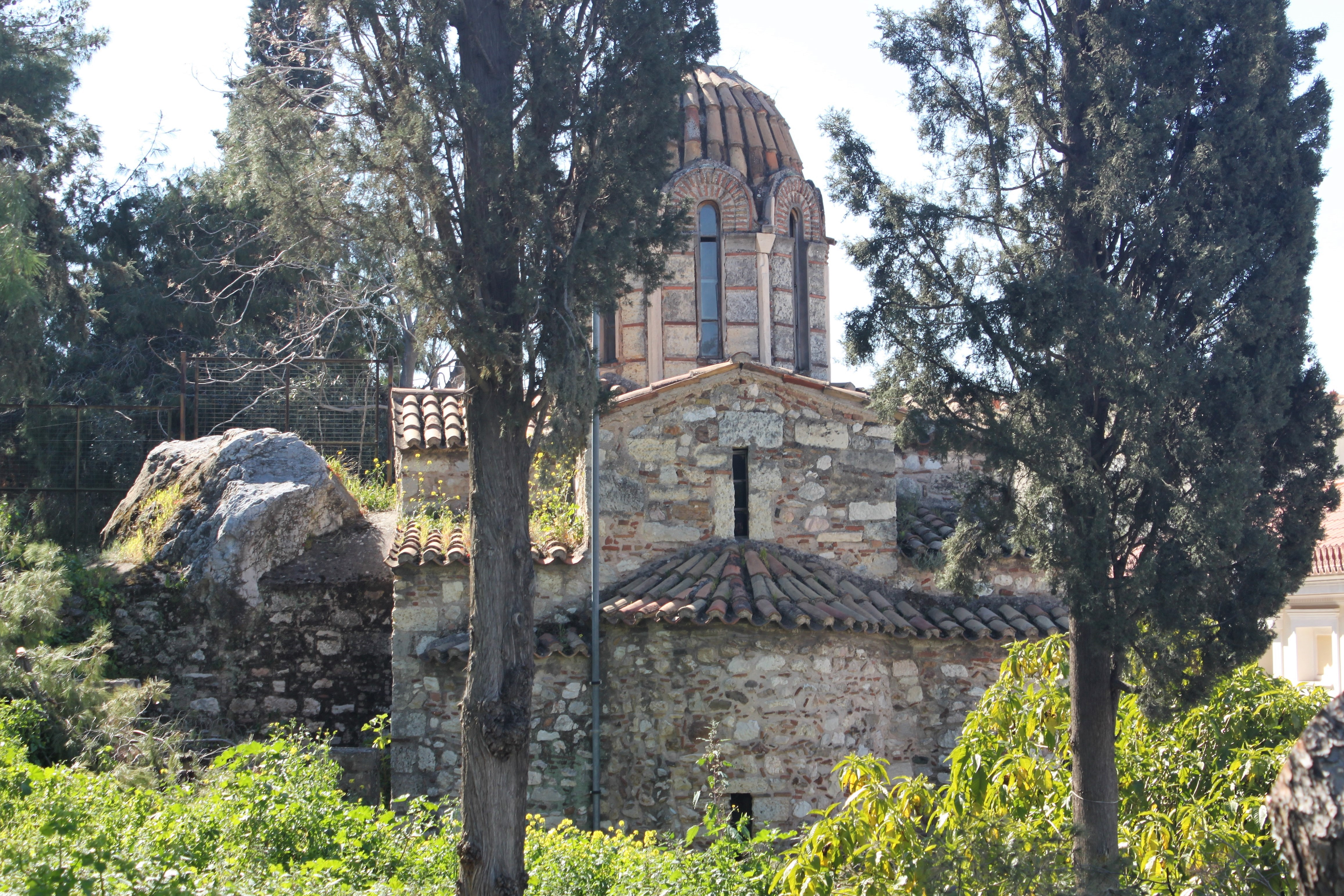
Vue depuis l'est, la chapelle sainte-Parascève à gauche.
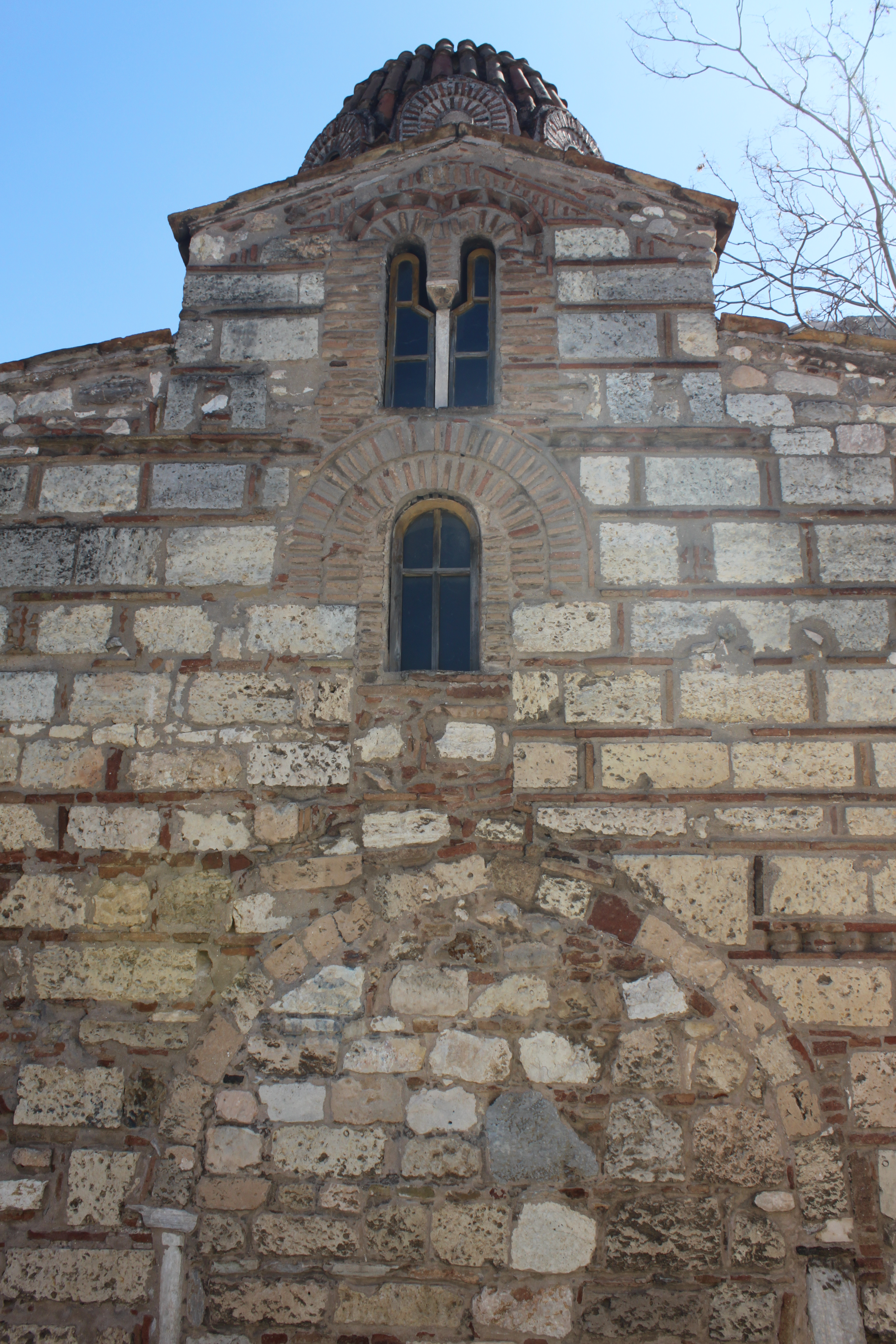
Façade nord avec l'ancienne entrée.
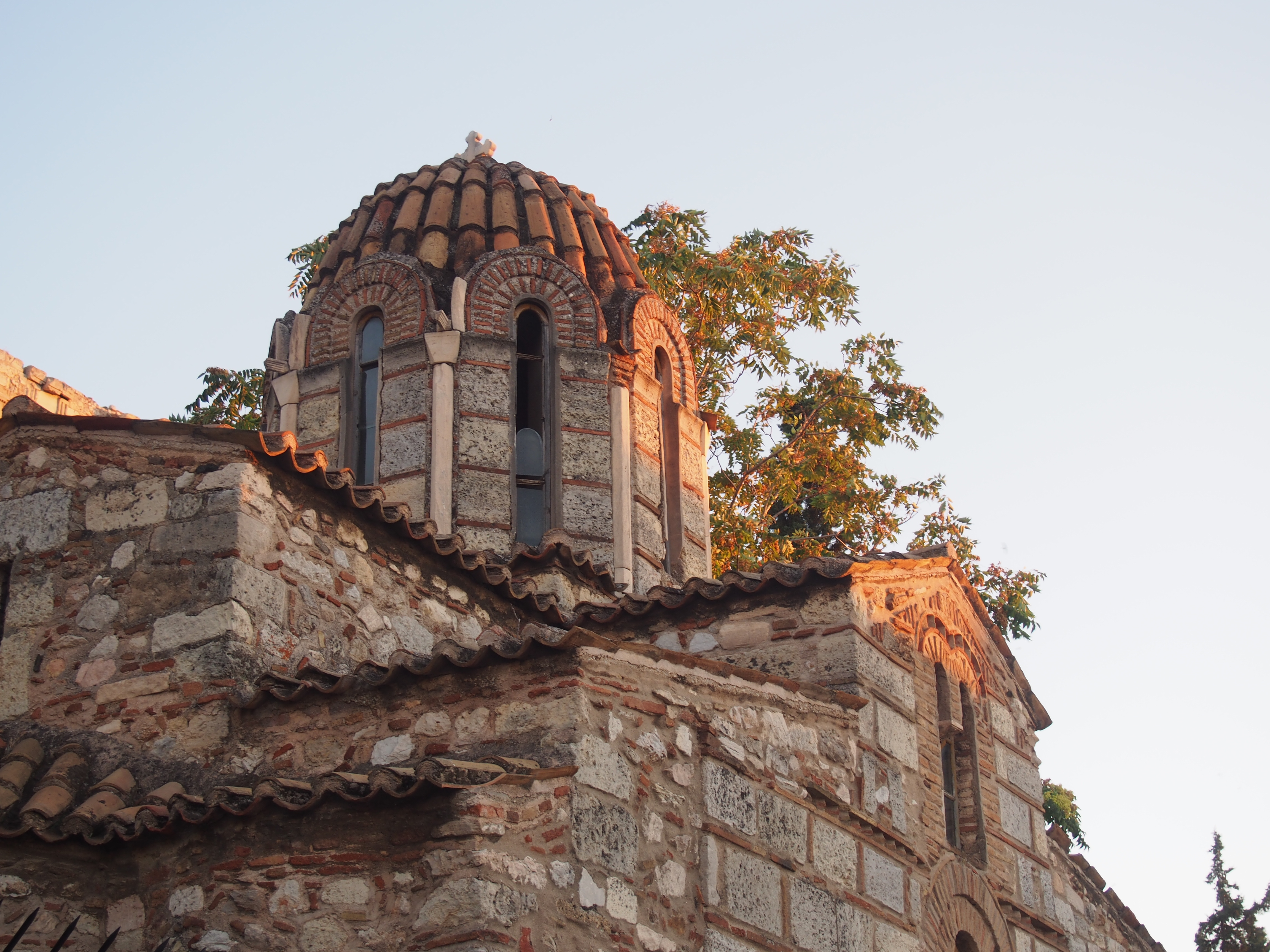
Parties sommitales depuis le nord-est.
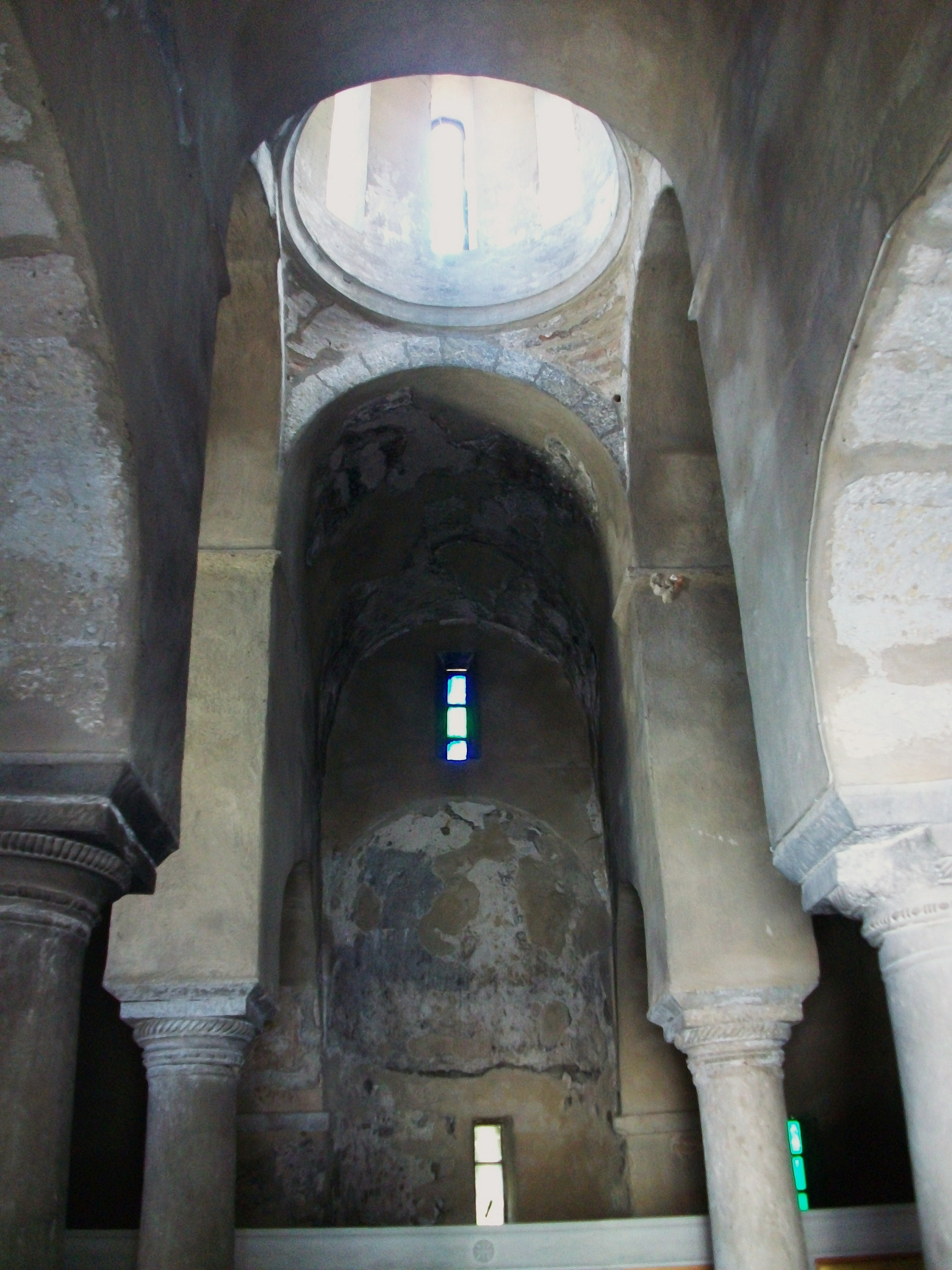
Intérieur de l'église.